# مرکز خرید اوک پارک
مرکز خرید اوک پارک (انگلیسی: Oak Park Mall) یک مرکز خرید فرامنطقه‌ای است که در اورلند پارک، کانزاس، واقع شده‌است. شامل چیزی بیش از ۱۸۰ مغازه در مساحت ۱٫۶۰۷٫۸۰۳ فوت مربع (۱۴۹٫۳۶۹ متر مربع). مرکز خرید اوک پارک بزرگترین مرکز خرید در منطقهٔ کلان‌شهری کانزاس سیتی است که به دو بخش تقسیم شده‌است که شامل پنج حوزهٔ فروشگاهی است. این مرکز به وسیلهٔ Copaken,white & blitt و فرانک مورگان و شرمن درایس‌زون توسعه یافته‌است.

## مالکیت
در ماه مه ۲۰۱۱ اعلام شد که TIAA-CREF پنجاه درصد از مالکیت مرکز خرید اوک پارک را به خود اختصاص داده‌است.

## تاریخچه

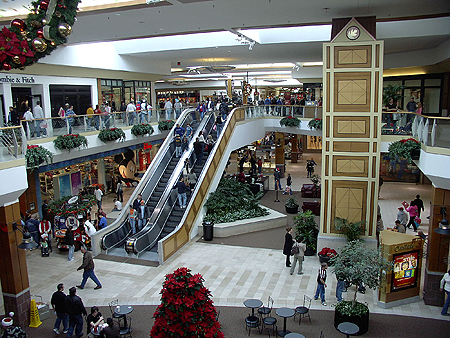
مرکز خرید اوک پارک در تعطیلات

مرکز خرید در سال ۱۹۷۴ به روی بازدیدکنندگان گشوده شد، با نمایندگی محصولاتی چون جی. سی. پنی, میسیز, Montgomery ward و Stix, bear & Fuller
در سال ۱۹۸۲ گزارش ویژهٔ سی‌بی‌اس نیوز تحت عنوان «مرکز خرید» به تمامی در مرکز خرید اوک پارک فیلمبرداری و ضبط شد. گزارش به وضعیت مرکزهای خرید در سراسر ایالات متحدهٔ آمریکا اشاره می‌کرد.
Target (یک شرکت مشهور خرده فروشی آمریکایی) در سال ۲۰۰۵ درهای خود را به روی بازدیدکنندگان از مرکز خرید اوک‌پارک گشود.
مرکز خرید در سال ۲۰۱۱ به‌طور گسترده‌ای بازسازی شد. به عنوان نمونه یک فود کورت به محدوده اضافه شد و چندین دالان ورودی هم برای آن طراحی شد. در ماه ژوئن سال ۲۰۱۲ نیز، نخستین فروشگاه مایکروسافت در این مجموعه آغاز به کار کرد.
در مرکز این مرکز خرید، در مجاورت دیلاردز جنوبی یک چرخ‌وفلک دو طبقه وجود داشت، در اوائل سال ۲۰۰۰ چرخ‌وفلک جابه‌جا شد و محوطه‌اش بازطراحی و به یک محدوده با تم جنگلی تبدیل شد. در سال ۲۰۰۹ اما چرخ‌وفلک دو طبقه ببه مرکز خرید بازگردانده شد. مرکز خرید همچنین به مکان نخستین کافهٔ جنگلی در محدودهٔ کلان‌شهری کانزاس که در سال ۱۹۹۹ بازگشایی شد، تبدیل شده بود. کافه جنگلی برای چیزی حدود یک دهه در آنجا ماند.
در دوم فوریهٔ سال ۲۰۱۸ نوردستورم اعلام کرد که در حال برنامه‌ریزی برای انتقال Country Club Plaza به مرکز خرید در سال ۲۰۲۱ هستند.